# 万尼娅·布隆贝里
万尼娅·布隆贝里（瑞典語：Vanja Blomberg，1929年1月28日—），瑞典前女子体操运动员。她曾代表瑞典参加1952年夏季奥林匹克运动会体操比赛，获得女子团体便携式器械金牌。